# Kheh
Cette page contient des caractères spéciaux ou non latins. S’ils s’affichent mal (▯, ?, etc.), consultez la page d’aide Unicode.
Kheh, խէ ou խե en arménien ([χɛ]), est la 13e lettre de l'alphabet arménien.

## Linguistique
Kheh est utilisé pour représenter le son d'une consonne fricative uvulaire sourde ([χ]).

## Représentation informatique
- Unicode[1] :
  - Capitale Խ : U+053D
  - Minuscule խ : U+056D